# 1182 (szám)
Az 1182 (római számmal: MCLXXXII) az 1181 és 1183 között található természetes szám.

## A szám a matematikában
A tízes számrendszerbeli 1182-es a kettes számrendszerben 10010011110, a nyolcas számrendszerben 2236, a tizenhatos számrendszerben 49E alakban írható fel.
Az 1182 páros szám, összetett szám, szfenikus szám. Kanonikus alakja 21 · 31 · 1971, normálalakban az 1,182 · 103 szorzattal írható fel. Nyolc osztója van a természetes számok halmazán, ezek növekvő sorrendben: 1, 2, 3, 6, 197, 394, 591 és 1182.
Az 1182 két szám valódiosztó-összegeként áll elő, ezek az 1014 és az 1181².

## Csillagászat
- 1182 Ilona kisbolygó